# Peucedanum kupense
Peucedanum kupense là một loài thực vật có hoa thuộc họ Apiaceae.
Loài này chỉ có ở Cameroon.
Môi trường sống tự nhiên của chúng là đồng cỏ nhiệt đới hoặc cận nhiệt đới vùng đất cao.